# Qingyanghu (sockenhuvudort i Kina, Xinjiang Uygur Zizhiqu, lat 44,08, long 88,97)
Qingyanghu (kinesiska: 庆阳湖, 庆阳湖乡) är en sockenhuvudort i Kina. Den ligger i den autonoma regionen Xinjiang, i den nordvästra delen av landet, omkring 110 kilometer öster om regionhuvudstaden Ürümqi. Antalet invånare är 6 392. Befolkningen består av 2 968 kvinnor och 3 424 män. Barn under 15 år utgör 15,0 %, vuxna 15-64 år 74 %, och äldre över 65 år 10,0 %.
Runt Qingyanghu är det glesbefolkat, med 15 invånare per kvadratkilometer. Närmaste större samhälle är Santai, 6,1 km väster om Qingyanghu. Trakten runt Qingyanghu består i huvudsak av gräsmarker.
Genomsnittlig årsnederbörd är 228 millimeter. Den regnigaste månaden är juni, med i genomsnitt 32 mm nederbörd, och den torraste är januari, med 9 mm nederbörd.